# Terre de Liens
Terre de Liens est un mouvement citoyen français dont l'une des ambitions est de supprimer le poids de l'acquisition foncière pour les agriculteurs candidats à l'installation, ainsi que d'œuvrer à la préservation du foncier agricole. Notamment en luttant contre la spéculation foncière et l'artificialisation des terres agricoles.

## Les structures
Le mouvement Terre de liens est composé de trois entités nationales, une fédération et deux structures financières propriétaires de terres et de bâtis, une foncière et une fondation,.

### La Fédération
La fédération Terre de liens est une association loi 1901 crée en 2003. Elle accompagne à l'installation les porteurs de projet agricole dans leur reconversion et à la recherche de terre,, tout en aidant les propriétaires de foncier dans leur transmission.
L'association nationale s'appuie, à cette fin, sur un site de petite annonce,, sur un centre de ressource et d'un centre de formations. Elle fédère 19 associations régionales,. Elle est garante du respect des valeurs de la charte du mouvement et co-gère le fonctionnement de la foncière,.
Le réseau associatif sensibilise les collectivités territoriales à la maîtrise et à l’orientation de l’usage du foncier agricole. Notamment sur les politiques liées à l'emploi, dans le cadre du plan de développement économique, à l’aménagement avec le plan local d'urbanisme, à l'alimentation avec le projet alimentaire territorial, à l'énergie dans le cadre du plan climat, et à la protection des sols, de l'eau et de la biodiversité avec le schéma d'aménagement et de gestion des eaux ou d'un bail environnemental.
La labellisation organisme national à vocation agricole et rurale par l’État en 2015, lui permet de siéger au sein des commissions départementales de préservation des espaces naturels, agricoles et forestiers, dont la mission, sous la présidence de l'État dans les départements, est de donner un avis sur les projets consommateurs de foncier. Ce dispositif s'inscrit dans un développement du territoire par le maintien et le développement d'une agriculture périurbaine.

### La Foncière
La Foncière est une société en commandite par actions créé fin 2006, à l'initiative de l'association nationale Terre de liens (devenue fédération) et de La Nef.
L'outil d'investissement solidaire sert les objectifs du mouvement. Le pouvoir des actionnaires est décorrélé de celui de la gestion. La gestion de la foncière est commanditée par la SARL Terre de liens gestion,, qui est elle-même conseillée par un comité d'engagement et dont la gestion est contrôlée par un conseil de surveillance.
Depuis sa création, la foncière fait annuellement l’objet d'un contrôle de la part de l’Autorité des marchés financiers. L’accord qui résulte de ces contrôles est indispensable à l'émission des offres au public de titres financiers.

### La Fondation
La fondation Terre de liens, qui récolte les dons (argent, terres, fermes...) et des legs, est créée en mai 2013 et succède à un fonds de dotation. Elle est reconnue d'utilité publique par le conseil d’État en 2013,,.

## Philosophie

### Origine
Le projet Terre de liens est constitué à la suite d'une réflexion sur l’accession aux terres agricoles, initié par le réseau d’expérimentation et de liaison d’initiatives en milieu rural (Relier) en 1998.
L'association nationale Terre de liens est fondée en 2003 par des organisations issues de l'agriculture biologique, du développement rural, de l’économie solidaire, de finance éthique et de l’éducation populaire. Le projet, inspiré du modèle d'Habitat et Humanisme, trouve ses premiers soutiens auprès de Biocoop, de La Nef, du mouvement d'éducation populaire Relier, de la Fédération nationale de l'agriculture biologique (Fnab) et du Mouvement de l'agriculture biodynamique.

### Projet
Le mouvement Terre de liens accompagne des candidats à l'installation agricole, des agriculteurs désirant transmettre leur ferme et des propriétaires fonciers. Celui-ci se propose d'acquérir des terres agricoles afin de les soustraire d'une potentielle spéculation financière et d'une concentration du foncier agricole en France. Le mouvement conclut des baux ruraux environnementaux, dans le but de confier le fermage à des paysans sous condition de clauses environnementales opposables en droit,,. 
Ce projet permet de faciliter l'installation agricole, par la soustraction de l'acquisition foncière, moyennant en contrepartie, l'obligation d'une certification de la production en agriculture biologique et d'un lien avec le territoire.

## Histoire
Depuis sa création en 2006, la foncière (émanation de l'association Terre de Liens) a levé 55 millions d'euros et acheté plus de 300 fermes, pour une surface de 9 000 hectares. Ce patrimoine est loué à 700 fermiers,.
Les actions de foncière Terre de liens sont labellisées Finansol depuis décembre 2007. Fin 2007, la Foncière Terre de liens compte 160 actionnaires physiques ou personnes morales, pour un capital de 800 000 €.
La foncière émet un premier appel public à l'épargne en 2008, ce qui lui permet de collecter, en trois mois, 4,5 millions d'euros. Fin 2008, elle possédait huit fermes en maraîchage en biodynamie dans la Creuse, céréales bio pour un paysan-boulanger dans la Drôme, élevage en agriculture biologique en Isère, vigne en biodynamie dans le Jura,. Elle est agréée Entreprise solidaire d’utilité sociale par la préfecture de la Drôme.
Fin 2011, la foncière remporte le grand prix de la finance solidaire décerné par le journal Le Monde et Finansol. Ce prix récompense l'utilité sociale et environnementale d'une structure.
Fin 2012, 25 000 000 € sont collectés et 70 projets accompagnés.
En 2016, la foncière dispose d'un capital de 50 millions d'euros auprès de 11 460 actionnaires, lui permettant d'acquérir 3 000 hectares et d'y installer 202 fermiers sur 122 fermes. Cette même année, la Caisse des dépôts et consignations investit 6 millions d'euros dans la foncière Terre de liens.
En 2017, la foncière détient plus de 65 millions d’euros d’épargne, et est labellisée « entreprise solidaire » par Finansol. En mars 2017, elle possède 139 fermes, dont l'impact environnemental est jugé plus faible que l'agriculture biologique moyenne.
En 2018, 45 % des fermes du mouvement sont maraîchères et plus de 40 % vendent vente directe sur un marché, en association pour le maintien d'une agriculture paysanne (AMAP) ou à la ferme.
En 2018, après cinq ans d'activité, la fondation collecte 6 millions d’euros de dons lui permettant l’acquisition de près de 4 000 ha exploités sur 178 fermes.
En 2019, le capital de la foncière atteint les 81 000 000 €.
La foncière Terre de liens bénéficie depuis le 17 novembre 2020 d’un mandat de service d’Intérêt Économique Général (SIEG) octroyé par l’État pour une durée de dix ans,.
Fin 2020, le nombre d'actionnaires solidaires est de 17 306 pour un capital de 100 934 100 €, soit un montant moyen de souscription 2020 de 5 567 €.

## Directions

### Foncière
- Émilie Wietzke[34].

## Communication

### Identité visuelle

Ancien Logo de Terre de Liens
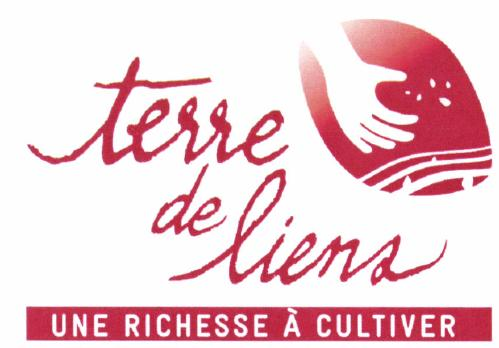
Logo de 2009 à 2013
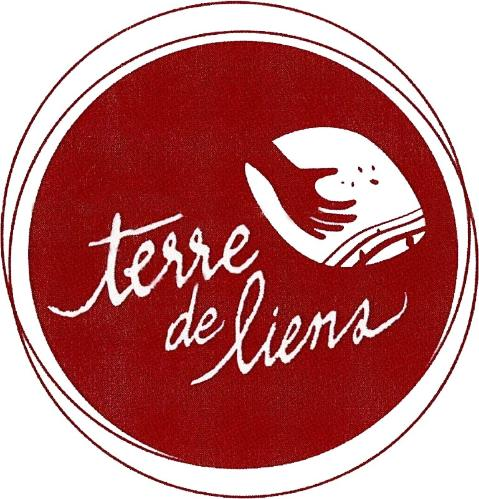
Logo depuis 2013